# 平壓塔

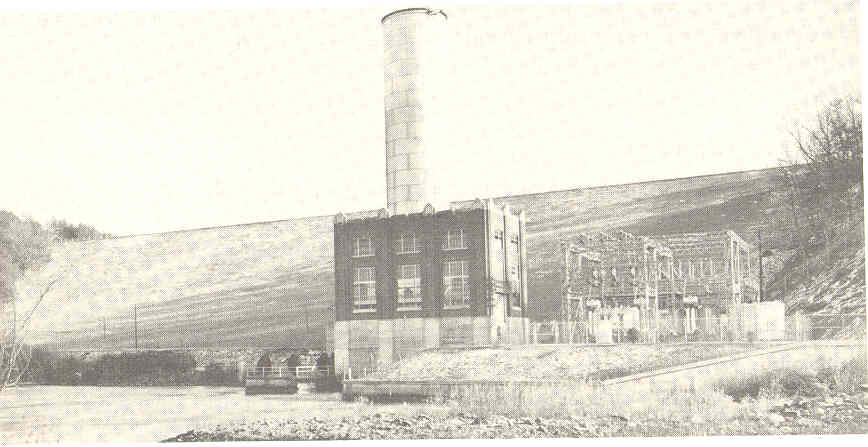
Blue Ridge水壩及平壓塔

平壓塔（surge tank）也稱為儲壓槽或調壓罐，是在封閉水道、大壩，攔河壩管道下游的豎管或是儲水槽，目的是消除水錘作用，在水壓快速下降也可以補充供水。
在礦業中，礦漿泵也會使用一個較小的儲壓槽以維持泵中持續有液體流過。
在水力發電中，平壓塔是主要儲水水庫以及發電站中間額外的空間或是儲水裝置（越接近發電站越好）。高揚程或是中揚程的發電廠因為水庫和發電站之間有相當距離，需要很長的壓力鋼管時，會使用平壓塔。
平壓塔的主要作用是： 
1. 若用水負載減少，水會流到平壓塔中，平壓塔的水位會上昇
2. 若用水負載增加，平壓塔也可作為額外的水源。
3. 若因水流速快速變化，造成壓力變化，平壓塔可以減緩壓力的變化

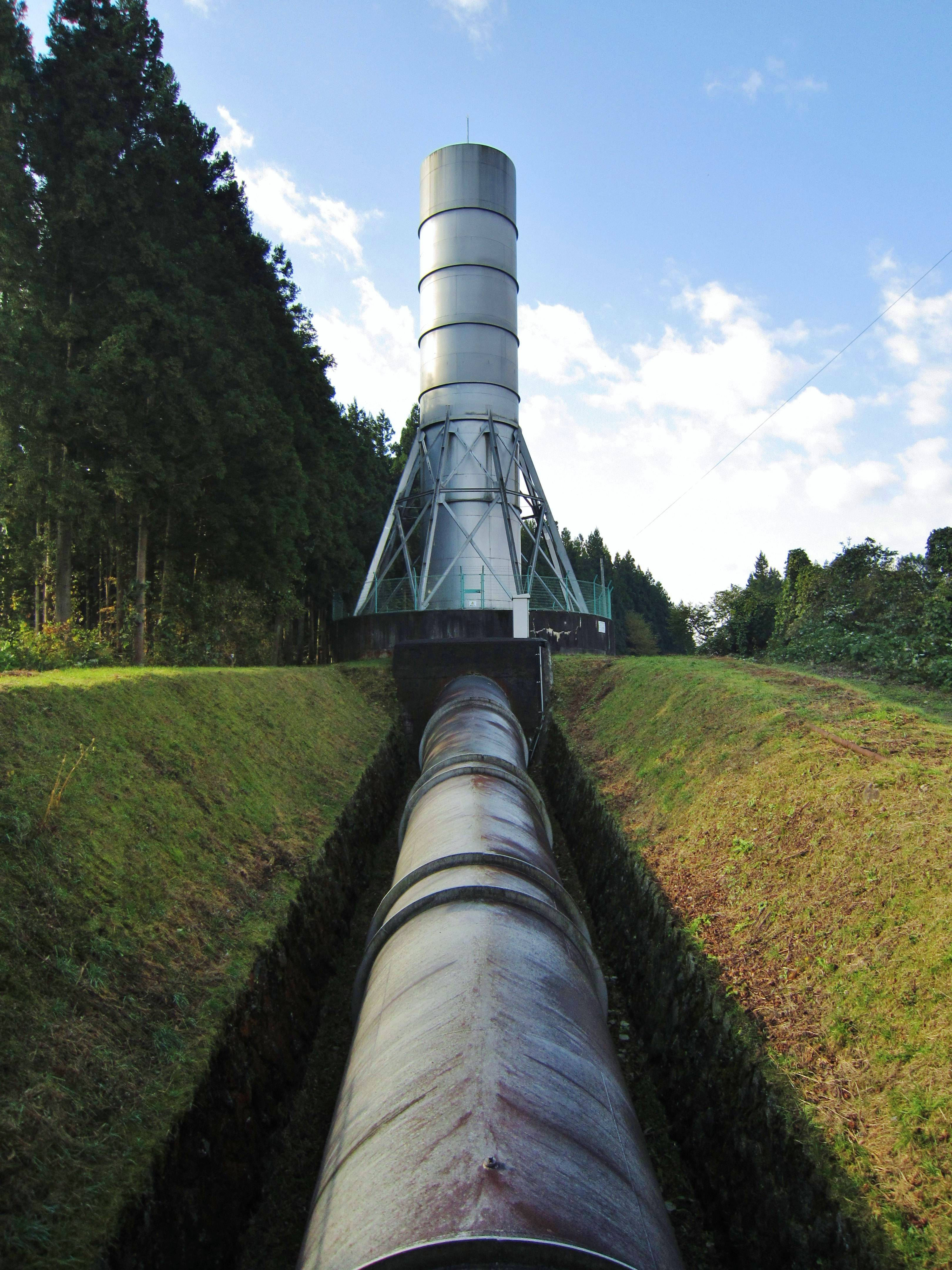
Isawa II發電廠的平壓塔

## 原理
考慮一個其中有流動流體的管路，其下游的閥若突然全關或是半關，閥上游的流體仍會以原先的速度流動。為了抵抗流體的動量，閥門會對其上游的流體產生顯著的壓力，可能會破壞管路。假如閥的上游有連接到平壓塔，在閥關閉時，流體可以流到平壓塔中，管路上的壓力就可以下降。
在閥門關閉後，液體會繼續流進平壓塔中，使其中的液面上昇。若因液面上昇而產生的液壓和管路中突然上昇的壓力相等，即達到平衡。此時平壓塔中的液體會流回管路中，平壓塔的液面高度也會下降。平壓塔的液面高度會因此往復震盪，不過因為存在摩擦力的關係，其震盪會漸漸變小，最後液面穩定不動。

## 車輛中的類似設備
車輛中也有類似設備，稱為緩衝油箱，目的為了避免在引擎運轉過程缺乏燃油供應的情形。一般只會出現在賽車或是定制車輛的應用中，特別是會要長時間維持高加速度負載的車輛。

## 飛機中的類似設備
有些飛機中也會有緩衝油箱，以確保在油料膨脹時不會溢出到地面，而且也需要定期的清空，以避免油料溢出。